# Dennis Chambers
Dennis Chambers (9 de mayo de 1959) es un baterista estadounidense.

## Carrera
Ha grabado y actuado con John Scofield,, Steely Dan, Carlos Santana, Parliament/Funkadelic, John McLaughlin, Niacin, Mike Stern, Victor Wooten y Greg Howe (con los que editó el CD "Extraction"), entre muchos otros. Considerado como uno de los más grandes bateristas del mundo, Chambers ha pasado a ser notoriamente conocido entre los bateristas por su impresionante técnica, limpieza, velocidad y solidez.  Posee un groove muy poderoso, que lo distingue de muchos otros bateristas world-class, así como una capacidad de improvisación espectacular. Toca todos los estilos musicales imprimiendo siempre su sello inconfundible.
Es uno de los bateristas más demandados para grabaciones y tours.
Ha realizado numerosas giras junto a Santana y hace presentaciones con su banda Niacin.
En 2001 fue introducido al Modern Drummer Hall of Fame, el Salón de la Fama de la revista musical Modern Drummer.